# Erronea adusta
Erronea adusta es una especie de caracol de mar, molusco gasterópodo marino de la familia Cypraeidae. Esta especie fue considerada temporalmente como una subespecie de Erronea onyx.

## Descripción
Las conchas de esta especie suelen medir un promedio de 23-58 mm de longitud. Su superficie dorsal es lisa, brillante y generalmente de color marrón oscuro. La base también es marrón oscuro, normalmente con dientes de color naranja. El interior de la cáscara es de color púrpura pálido. 
|  |

## Distribución
Esta especie se encuentra en el Océano Índico, a lo largo de África oriental. Más concretamente, pueden observarse ejemplares en Kenia, Mascareña, Mauricio y Tanzania. 

## Hábitat
Erronea adusta habita en las zonas tropicales y subtropicales y en aguas poco profundas. 